# Tipula (Hesperotipula) aitkeniana
Tipula (Hesperotipula) aitkeniana is een tweevleugelige uit de familie langpootmuggen (Tipulidae). De soort komt voor in het Nearctisch gebied.